# Jeddo, Pennsylvania
Jeddo, Pennsylvania (енгл. Jeddo) град је у америчкој савезној држави Пенсилванија.

## Демографија
По попису из 2010. године број становника је 98, што је 46 (-31,9%) становника мање него 2000. године.
| Група             | 2000.       | 2010.      |
| Белци             | 142 (98,6%) | 95 (96,9%) |
| Афроамериканци    | 0 (0,0%)    | 0 (0,0%)   |
| Азијати           | 0 (0,0%)    | 0 (0,0%)   |
| Хиспаноамериканци | 0 (0,0%)    | 3 (3,1%)   |
| Укупно            | 144         | 98         |